# 강북구의 행정 구역
강북구의 행정 구역은 4개의 법정동과 13개의 행정동으로 구성되어 있다. 강북구의 면적은 23.61km2로서 서울시 면적 605.52km2의 3.9%에 해당하며, 인구는 2012년 8월 1일을 기준으로 	142,686 세대, 344,994 명이다.

## 행정 구역
2012년 8월 1일 기준으로 다음과 같다.
| \| 행정동 \| 한자 \| 면적 \| 세대 \| 인구 \| \| -------- \| -------- \| ----- \| ------- \| ------- \| \| 삼양동 \| 三陽洞 \| 0.95 \| 13,190 \| 32,004 \| \| 미아동 \| 彌阿洞 \| 0.73 \| 10,566 \| 23,939 \| \| 송중동 \| 松中洞 \| 1.23 \| 14,289 \| 34,516 \| \| 송천동 \| 松泉洞 \| 0.88 \| 14,215 \| 32,304 \| \| 삼각산동 \| 三角山洞 \| 0.62 \| 11,884 \| 34,139 \| \| 번1동 \| 樊1洞 \| 0.55 \| 9,745 \| 20,893 \| \| 번2동 \| 樊2洞 \| 1.25 \| 7,998 \| 19,897 \| \| 번3동 \| 樊3洞 \| 0.86 \| 7,848 \| 21,383 \| \| 수유1동 \| 水踰1洞 \| 1.07 \| 9,995 \| 23,372 \| \| 수유2동 \| 水踰2洞 \| 0.73 \| 9,240 \| 23,375 \| \| 수유3동 \| 水踰3洞 \| 0.86 \| 11,007 \| 23,938 \| \| 우이동 \| 牛耳洞 \| 10.95 \| 8,900 \| 21,656 \| \| 인수동 \| 仁壽洞 \| 2.93 \| 13,809 \| 33,578 \| \| 강북구 \| 江北區 \| 23.61 \| 142,686 \| 344,994 \| |          |       |         |         |
| 행정동 | 한자     | 면적  | 세대    | 인구    |
| 삼양동 | 三陽洞   | 0.95  | 13,190  | 32,004  |
| 미아동 | 彌阿洞   | 0.73  | 10,566  | 23,939  |
| 송중동 | 松中洞   | 1.23  | 14,289  | 34,516  |
| 송천동 | 松泉洞   | 0.88  | 14,215  | 32,304  |
| 삼각산동 | 三角山洞 | 0.62  | 11,884  | 34,139  |
| 번1동 | 樊1洞    | 0.55  | 9,745   | 20,893  |
| 번2동 | 樊2洞    | 1.25  | 7,998   | 19,897  |
| 번3동 | 樊3洞    | 0.86  | 7,848   | 21,383  |
| 수유1동 | 水踰1洞  | 1.07  | 9,995   | 23,372  |
| 수유2동 | 水踰2洞  | 0.73  | 9,240   | 23,375  |
| 수유3동 | 水踰3洞  | 0.86  | 11,007  | 23,938  |
| 우이동 | 牛耳洞   | 10.95 | 8,900   | 21,656  |
| 인수동 | 仁壽洞   | 2.93  | 13,809  | 33,578  |
| 강북구 | 江北區   | 23.61 | 142,686 | 344,994 |

## 법정동

강북구의 법정동

| 행정동         | 법정동 | 설명 |
| -------------- | --- | --- |
| 미아동         | 미아동(彌阿洞) | 조선시대에는 한성부 동부 숭신방 미아리계(彌阿里契)였으며, 1911년 행정구역 개편 때 경성부 숭신면 미아리가 되었고, 1914년 경기도 고양군 숭인면 미아리로 바뀌었다. 1914년 경기도 고양군 고양군 숭인면으로 소속되었다. 1949년 서울특별시 성북구에 편입되었고 1950년 미아리가 미아동으로 명칭이 바뀌었다. 1973년부터는 도봉구, 1995년부터는 강북구에 속해 있다. 2008년 6월 30일 미아1동과 미아2동이 통합하여 삼양동으로, 미아3동은 미아동으로, 미아4동과 미아9동이 통합하여 송중동으로, 미아5동과 미아8동이 통합하여 송천동으로, 미아6·7동이 삼각산동으로 명칭이 변경되었다. 삼양동은 삼각산의 양지바른 남쪽 동네라 해서 지어진 이름이다. 송천동은 911번지 일대의 큰 소나무 아래에 약수터가 있었기 때문에 붙여진 이름이다. 삼각산동은 삼각산에서 가져온 이름이다.         |
| 삼각산동       | 미아동(彌阿洞) | 조선시대에는 한성부 동부 숭신방 미아리계(彌阿里契)였으며, 1911년 행정구역 개편 때 경성부 숭신면 미아리가 되었고, 1914년 경기도 고양군 숭인면 미아리로 바뀌었다. 1914년 경기도 고양군 고양군 숭인면으로 소속되었다. 1949년 서울특별시 성북구에 편입되었고 1950년 미아리가 미아동으로 명칭이 바뀌었다. 1973년부터는 도봉구, 1995년부터는 강북구에 속해 있다. 2008년 6월 30일 미아1동과 미아2동이 통합하여 삼양동으로, 미아3동은 미아동으로, 미아4동과 미아9동이 통합하여 송중동으로, 미아5동과 미아8동이 통합하여 송천동으로, 미아6·7동이 삼각산동으로 명칭이 변경되었다. 삼양동은 삼각산의 양지바른 남쪽 동네라 해서 지어진 이름이다. 송천동은 911번지 일대의 큰 소나무 아래에 약수터가 있었기 때문에 붙여진 이름이다. 삼각산동은 삼각산에서 가져온 이름이다.         |
| 삼양동         | 미아동(彌阿洞) | 조선시대에는 한성부 동부 숭신방 미아리계(彌阿里契)였으며, 1911년 행정구역 개편 때 경성부 숭신면 미아리가 되었고, 1914년 경기도 고양군 숭인면 미아리로 바뀌었다. 1914년 경기도 고양군 고양군 숭인면으로 소속되었다. 1949년 서울특별시 성북구에 편입되었고 1950년 미아리가 미아동으로 명칭이 바뀌었다. 1973년부터는 도봉구, 1995년부터는 강북구에 속해 있다. 2008년 6월 30일 미아1동과 미아2동이 통합하여 삼양동으로, 미아3동은 미아동으로, 미아4동과 미아9동이 통합하여 송중동으로, 미아5동과 미아8동이 통합하여 송천동으로, 미아6·7동이 삼각산동으로 명칭이 변경되었다. 삼양동은 삼각산의 양지바른 남쪽 동네라 해서 지어진 이름이다. 송천동은 911번지 일대의 큰 소나무 아래에 약수터가 있었기 때문에 붙여진 이름이다. 삼각산동은 삼각산에서 가져온 이름이다.         |
| 송중동         | 미아동(彌阿洞) | 조선시대에는 한성부 동부 숭신방 미아리계(彌阿里契)였으며, 1911년 행정구역 개편 때 경성부 숭신면 미아리가 되었고, 1914년 경기도 고양군 숭인면 미아리로 바뀌었다. 1914년 경기도 고양군 고양군 숭인면으로 소속되었다. 1949년 서울특별시 성북구에 편입되었고 1950년 미아리가 미아동으로 명칭이 바뀌었다. 1973년부터는 도봉구, 1995년부터는 강북구에 속해 있다. 2008년 6월 30일 미아1동과 미아2동이 통합하여 삼양동으로, 미아3동은 미아동으로, 미아4동과 미아9동이 통합하여 송중동으로, 미아5동과 미아8동이 통합하여 송천동으로, 미아6·7동이 삼각산동으로 명칭이 변경되었다. 삼양동은 삼각산의 양지바른 남쪽 동네라 해서 지어진 이름이다. 송천동은 911번지 일대의 큰 소나무 아래에 약수터가 있었기 때문에 붙여진 이름이다. 삼각산동은 삼각산에서 가져온 이름이다.         |
| 송천동         | 미아동(彌阿洞) | 조선시대에는 한성부 동부 숭신방 미아리계(彌阿里契)였으며, 1911년 행정구역 개편 때 경성부 숭신면 미아리가 되었고, 1914년 경기도 고양군 숭인면 미아리로 바뀌었다. 1914년 경기도 고양군 고양군 숭인면으로 소속되었다. 1949년 서울특별시 성북구에 편입되었고 1950년 미아리가 미아동으로 명칭이 바뀌었다. 1973년부터는 도봉구, 1995년부터는 강북구에 속해 있다. 2008년 6월 30일 미아1동과 미아2동이 통합하여 삼양동으로, 미아3동은 미아동으로, 미아4동과 미아9동이 통합하여 송중동으로, 미아5동과 미아8동이 통합하여 송천동으로, 미아6·7동이 삼각산동으로 명칭이 변경되었다. 삼양동은 삼각산의 양지바른 남쪽 동네라 해서 지어진 이름이다. 송천동은 911번지 일대의 큰 소나무 아래에 약수터가 있었기 때문에 붙여진 이름이다. 삼각산동은 삼각산에서 가져온 이름이다.         |
| 번1동          | 번동(樊洞) | 조선시대에는 한성부 동부 숭신방에 속했으며, 1914년 경기도 숭신면 번리로 바뀌었다. 1949년 서울특별시 성북구에 편입되었고 1950년 번리가 번동으로 명칭이 바뀌었다. 1973년부터는 도봉구, 1995년부터는 강북구에 속해 있다. |
| 번2동          | 번동(樊洞) | 조선시대에는 한성부 동부 숭신방에 속했으며, 1914년 경기도 숭신면 번리로 바뀌었다. 1949년 서울특별시 성북구에 편입되었고 1950년 번리가 번동으로 명칭이 바뀌었다. 1973년부터는 도봉구, 1995년부터는 강북구에 속해 있다. |
| 번3동          | 번동(樊洞) | 조선시대에는 한성부 동부 숭신방에 속했으며, 1914년 경기도 숭신면 번리로 바뀌었다. 1949년 서울특별시 성북구에 편입되었고 1950년 번리가 번동으로 명칭이 바뀌었다. 1973년부터는 도봉구, 1995년부터는 강북구에 속해 있다. |
| 수유1동        | 수유동(水踰洞) | 수유동은 북한산 등 송림의 맑은 공기와 기암괴석의 절경, 골짜기의 맑은물이 좋아 1960년대 이후부터 인구 집중현상에 따라 농업은 점차 사라지고 현재 도로변에는 상가가 형성되어 있는 주택 밀집 지역이다. 또한 1960년대부터 서울 도심의 철거민들이 주로 이 곳으로 이주하여 저소득층 집단부락을 이룬 곳으로서 대표적으로 수유1동 빨래골 일대 고지대가 있다. 수유동은 조선시대에는 한성부 동부 숭신방(崇信坊) 수유촌계(水踰村契)였으며, 1914년 성 밖 지역에 해당한다 하여 경기도 고양군 숭인면으로 소속되었다. 1949년 서울특별시 성북구에 편입되었고 1950년 수유리가 수유동으로 명칭이 바뀌었다. 1973년부터는 도봉구, 1995년부터는 강북구에 속해 있다. 인수동은 북한산 인수봉에서 가져온 이름이다. 2008년 6월 30일 수유5동과 수유6동이 통합하여 인수동으로 명칭이 변경되었다. |
| 수유2동        | 수유동(水踰洞) | 수유동은 북한산 등 송림의 맑은 공기와 기암괴석의 절경, 골짜기의 맑은물이 좋아 1960년대 이후부터 인구 집중현상에 따라 농업은 점차 사라지고 현재 도로변에는 상가가 형성되어 있는 주택 밀집 지역이다. 또한 1960년대부터 서울 도심의 철거민들이 주로 이 곳으로 이주하여 저소득층 집단부락을 이룬 곳으로서 대표적으로 수유1동 빨래골 일대 고지대가 있다. 수유동은 조선시대에는 한성부 동부 숭신방(崇信坊) 수유촌계(水踰村契)였으며, 1914년 성 밖 지역에 해당한다 하여 경기도 고양군 숭인면으로 소속되었다. 1949년 서울특별시 성북구에 편입되었고 1950년 수유리가 수유동으로 명칭이 바뀌었다. 1973년부터는 도봉구, 1995년부터는 강북구에 속해 있다. 인수동은 북한산 인수봉에서 가져온 이름이다. 2008년 6월 30일 수유5동과 수유6동이 통합하여 인수동으로 명칭이 변경되었다. |
| 수유3동        | 수유동(水踰洞) | 수유동은 북한산 등 송림의 맑은 공기와 기암괴석의 절경, 골짜기의 맑은물이 좋아 1960년대 이후부터 인구 집중현상에 따라 농업은 점차 사라지고 현재 도로변에는 상가가 형성되어 있는 주택 밀집 지역이다. 또한 1960년대부터 서울 도심의 철거민들이 주로 이 곳으로 이주하여 저소득층 집단부락을 이룬 곳으로서 대표적으로 수유1동 빨래골 일대 고지대가 있다. 수유동은 조선시대에는 한성부 동부 숭신방(崇信坊) 수유촌계(水踰村契)였으며, 1914년 성 밖 지역에 해당한다 하여 경기도 고양군 숭인면으로 소속되었다. 1949년 서울특별시 성북구에 편입되었고 1950년 수유리가 수유동으로 명칭이 바뀌었다. 1973년부터는 도봉구, 1995년부터는 강북구에 속해 있다. 인수동은 북한산 인수봉에서 가져온 이름이다. 2008년 6월 30일 수유5동과 수유6동이 통합하여 인수동으로 명칭이 변경되었다. |
| 인수동         | 수유동(水踰洞) | 수유동은 북한산 등 송림의 맑은 공기와 기암괴석의 절경, 골짜기의 맑은물이 좋아 1960년대 이후부터 인구 집중현상에 따라 농업은 점차 사라지고 현재 도로변에는 상가가 형성되어 있는 주택 밀집 지역이다. 또한 1960년대부터 서울 도심의 철거민들이 주로 이 곳으로 이주하여 저소득층 집단부락을 이룬 곳으로서 대표적으로 수유1동 빨래골 일대 고지대가 있다. 수유동은 조선시대에는 한성부 동부 숭신방(崇信坊) 수유촌계(水踰村契)였으며, 1914년 성 밖 지역에 해당한다 하여 경기도 고양군 숭인면으로 소속되었다. 1949년 서울특별시 성북구에 편입되었고 1950년 수유리가 수유동으로 명칭이 바뀌었다. 1973년부터는 도봉구, 1995년부터는 강북구에 속해 있다. 인수동은 북한산 인수봉에서 가져온 이름이다. 2008년 6월 30일 수유5동과 수유6동이 통합하여 인수동으로 명칭이 변경되었다. |
| 우이동         | 수유동(水踰洞) | 수유동은 북한산 등 송림의 맑은 공기와 기암괴석의 절경, 골짜기의 맑은물이 좋아 1960년대 이후부터 인구 집중현상에 따라 농업은 점차 사라지고 현재 도로변에는 상가가 형성되어 있는 주택 밀집 지역이다. 또한 1960년대부터 서울 도심의 철거민들이 주로 이 곳으로 이주하여 저소득층 집단부락을 이룬 곳으로서 대표적으로 수유1동 빨래골 일대 고지대가 있다. 수유동은 조선시대에는 한성부 동부 숭신방(崇信坊) 수유촌계(水踰村契)였으며, 1914년 성 밖 지역에 해당한다 하여 경기도 고양군 숭인면으로 소속되었다. 1949년 서울특별시 성북구에 편입되었고 1950년 수유리가 수유동으로 명칭이 바뀌었다. 1973년부터는 도봉구, 1995년부터는 강북구에 속해 있다. 인수동은 북한산 인수봉에서 가져온 이름이다. 2008년 6월 30일 수유5동과 수유6동이 통합하여 인수동으로 명칭이 변경되었다. |
| 우이동(牛耳洞) | 소군네(또는 소은네)는 현재 우이동의 일부로 조선시대 시골에서 서울로 오는 소[牛]장사가 소를 몰고 이 내를 건너 시장을 보았기 때문에 붙여진 이름으로 전하기도 하고, 소군네라는 하천에 나무다리가 놓였는데 이 다리로 서울과 경기도를 왕래하여 이 이름을 따서 소군네 라는 마을이름이 붙여졌다고 전하기도 한다. 1751년 한성부 동부(東部) 숭신방(崇信坊)에 속하였으며, 1894년 갑오개혁 당시 행정개편 때는 동서(東署) 숭신방 동소문외계(東小門外契) 우이리라고 하였다. 1911년 한성부가 경성부로 바뀌면서 경기도 경성부 숭인면(崇仁面) 우이리가 되었다가 1914년 경기도 고양군 고양군 숭인면으로 소속되었다. 1949년 서울특별시 성북구에 편입되었고 1950년 우이리가 우이동으로 명칭이 바뀌었다. 1973년부터는 도봉구, 1995년부터는 강북구에 속해 있다. 행정동 우이동은 2008년 6월 30일 수유4동에서 우이동으로 명칭이 변경되었다. | |